# Madhukhali
Madhukhali (en bengali : মধুখালী) est une upazila du Bangladesh dans le district de Faridpur. En 1991, on y dénombrait 165 438 habitants.